# Blow It Out Your Ass It's Veruca Salt
Blow It Out Your Ass It's Veruca Salt es el primer EP de la banda Veruca Salt, lanzado el 16 de abril de 1996. Fue el sucesor de su álbum debut American Thighs, que fue lanzado en 1994. El EP contiene cuatro canciones, dos compuestas por Nina Gordon y dos por Louise Post.
La carátula del EP muestra a los integrantes de la banda rodeados y vestidos con papel higiénico. En algunas partes del álbum, el bajista Steve Lack es acreditado como Stephen J. Lackawicz.

## Lista de canciones
1. "Shimmer Like A Girl" (Nina Gordon) - 4:03
2. "I'm Taking Europe With Me" (Louise Post) - 3:45
3. "New York Mining Disaster 1996" (Gordon) - 4:56
4. "Disinherit" - (Post) 6:25

## Créditos
- Louise Post – guitarra, voz
- Nina Gordon – guitarra, voz
- Steve Lack - bajo
- Jim Shapiro - batería, voz
- Steve Albini - productor
- John Golden - masterización
- Paul Elledge - fotógrafo